# Wolfratshauser Straße 61

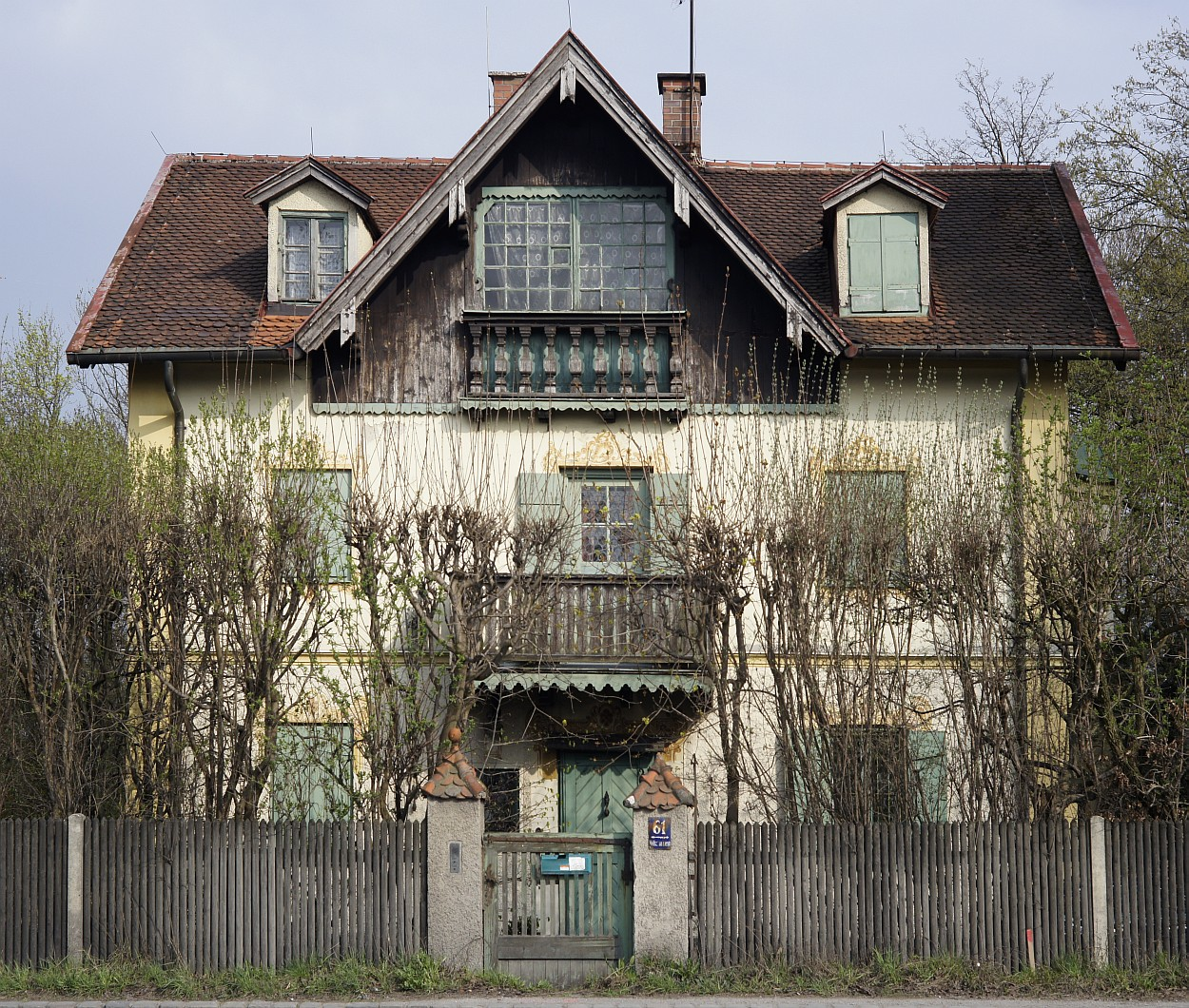
Villa Wolfratshauser Straße 61

Das Haus Wolfratshauser Straße 61 in München ist eine denkmalgeschützte Villa im Landhausstil. Das Gebäude ist als Baudenkmal in die Bayerische Denkmalliste eingetragen.

## Lage
Das Haus liegt im Münchner Stadtteil Thalkirchen in einem Winkel zwischen der Ludwigshöher Straße und der Wolfratshauser Straße. Da zwischen diesen Straßen auf das Eckgrundstück eine Wiese folgt, hat das Haus auch heute noch eine exponierte Lage.
Ursprünglich gehörte das Haus zu Obersendling, an dessen ehemaligem Ortskern-Südrand es lag.

## Geschichte
Das Gebäude wurde um 1870/1880 als Jagdhaus des Konsuls Carl Rosipal errichtet. Es war ein einfaches Haus mit Satteldach. 1902–03 wurde es von dem Bauunternehmen Liebergesell & Lehmann umgebaut und die Fassade mit Lüftlmalereien verziert. Ein direkt an der Ludwigshöher Straße liegendes einstöckiges Nebengebäude wurde 1922 von der Baugesellschaft Gebrüder Rank auf zwei Geschosse ausgebaut.

## Beschreibung
Das Haus ist ein zweigeschossiges Gebäude. Die mittlere der drei Fensterachsen auf der Eingangsseite an der Wolfratshauser Straße (Westseite) ist durch einen Eingangsvorbau und einen Zwerchgiebel besonders betont. Beide entstanden bei dem Umbau 1902–03, ebenso wie ein Erker an der Südseite.